# Heterogén katalízis

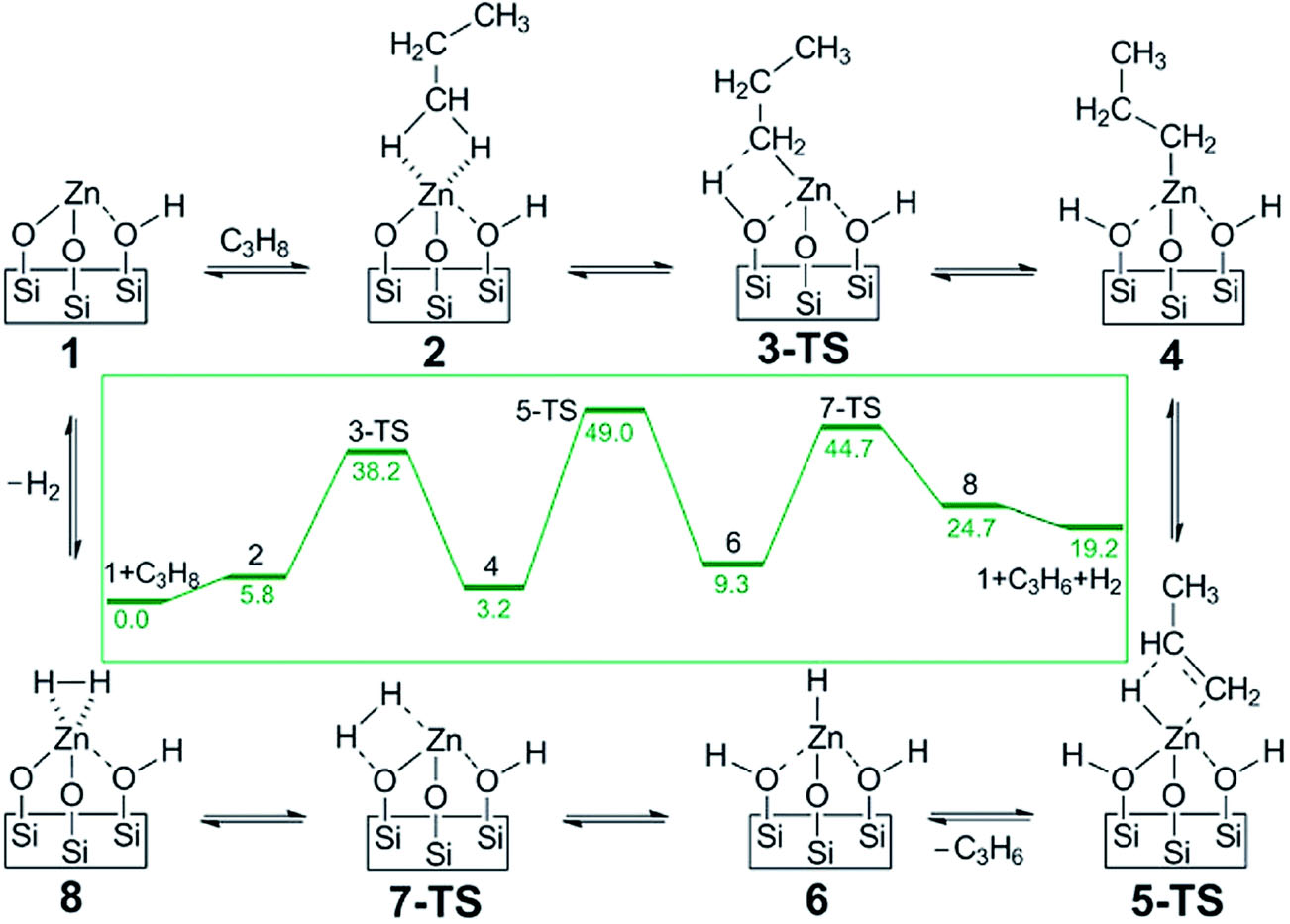
Heterogén katalízis egy szemléletes példája: olefinek hidrogénezése Zn katalizátoron (A belső ábra a reakció szabadenergia-változását mutatja /kcal/mol) Forrás: Tianjin University, Collaborative Innovation Center of Chemical Science, 2015

A heterogén katalízis olyan katalitikus folyamat, amely az egymással érintkező, különböző fázisú katalizátor és reagáló anyag határán zajlik le. A gáz- vagy folyadékfázisú, esetleg oldott anyagok katalízise a szilárd halmazállapotú katalizátor teljes felületén (kontakt katalízis) vagy csupán egy részén, az ún. aktív centrumon megy végbe. A katalizátor és a reagáló anyag kölcsönhatása következményeként az aktiválási energia és a reakcióút egyaránt csökken, ezáltal a kémiai reakció felgyorsul. Egyes esetekben a szilárd fázisú katalizátor stabilizálhatja is a kevésbé reakcióképes molekulákat, azaz negatív katalízis lép fel.

## Mechanizmusa
A heterogén katalízis elemi folyamatok egész sorából épül fel, melyek közül a legfontosabbak:
1. a reagáló anyag molekuláinak diffúziója a katalizátor felületére;
2. a felületre jutó molekulák adszorpciója, a molekulák kémiai kötéseinek fellazulása vagy felbomlása;
3. a voltaképpeni felületi reakció, amelynek eredményeként egy további reakcióra hajlamos felszíni vegyület, átmeneti köztitermék jön létre;
4. a köztitermék deszorpciója;
5. a termék távozása a katalizátor felületéről.

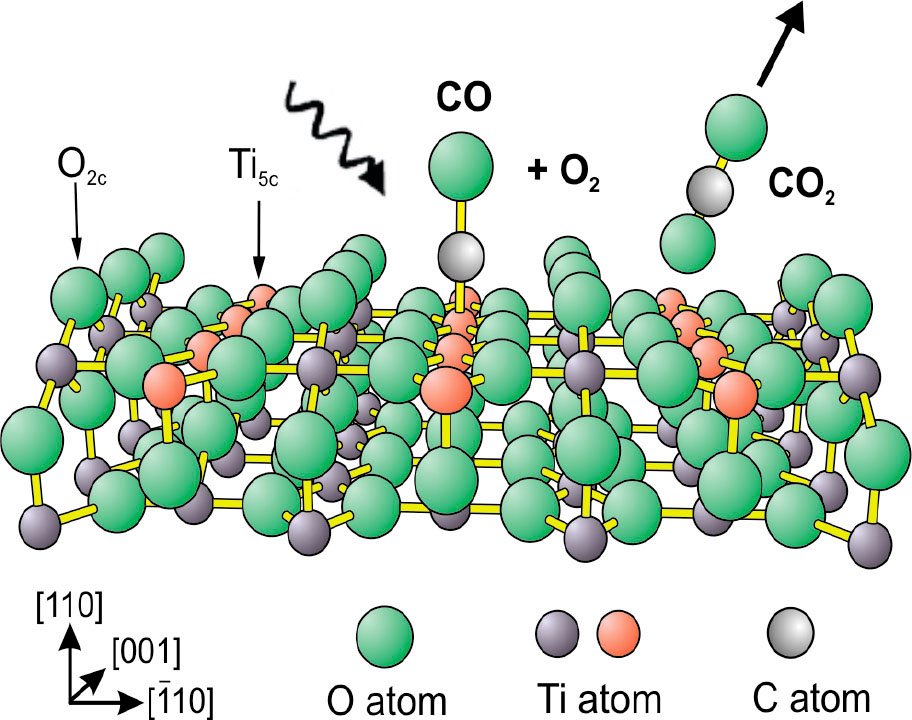
Rutil (TiO_{2}) alapú fotokatalízis, szén-monoxid abszorpciója (Forrás: Fujishima, Honda)

A teljes folyamat sebességét a leglassabban lezajló részfolyamat – a diffúzió vagy a felületi reakció, a köztitermék bomlási sebessége – szabja meg. A katalízis aktivitása, a reakciósebesség megnövekedése függ továbbá a katalizátor kémiai és fizikai minőségétől is, kivételesen jó katalizátoroknak számítanak egyes fémek (pl. platina), fém-oxidok és keverékeik. A katalizátoranyagot gyakran egy a kémiai reakció szempontjából közömbös hordozó (promotor) felületére viszik fel, így aktívabb hatást fejt ki a katalitikus reakcióra, mint tömör állapotában.

## Alkalmazási területe
A heterogén katalízist az ipar számos területén alkalmazzák a folyamatok felgyorsítására, így például jelentős szerepe van a kénsav-, az ammónia-, a salétromsavgyártásban és a szerves vegyiparban.